# جينين غراهام
جينين غراهام (بالإنجليزية: Genine Graham)‏؛ هي ممثلة بريطانية (وحملت سابقاً جنسية المملكة المتحدة لبريطانيا العظمى وأيرلندا)، ولدت في 1926، وتوفيت في 1997.

## وصلات خارجية
- جينين غراهام على موقع IMDb (الإنجليزية)
- جينين غراهام على موقع أول موفي (الإنجليزية)
- جينين غراهام على موقع قاعدة بيانات برودواي على الإنترنت (الإنجليزية)
- جينين غراهام على موقع قاعدة بيانات الفيلم (الإنجليزية)
- جينين غراهام على موقع كينوبويسك (الروسية)